# Leon Wyczółkowski
Leon Jan Wyczółkowski (Huta Miastowska, 11 de abril de 1852 – Varsóvia, 27 de dezembro de 1936) foi um pintor, escultor e artista gráfico polonês. É considerado um dos principais representantes do movimento da Polônia Jovem e do Realismo na Polônia.

## Galeria

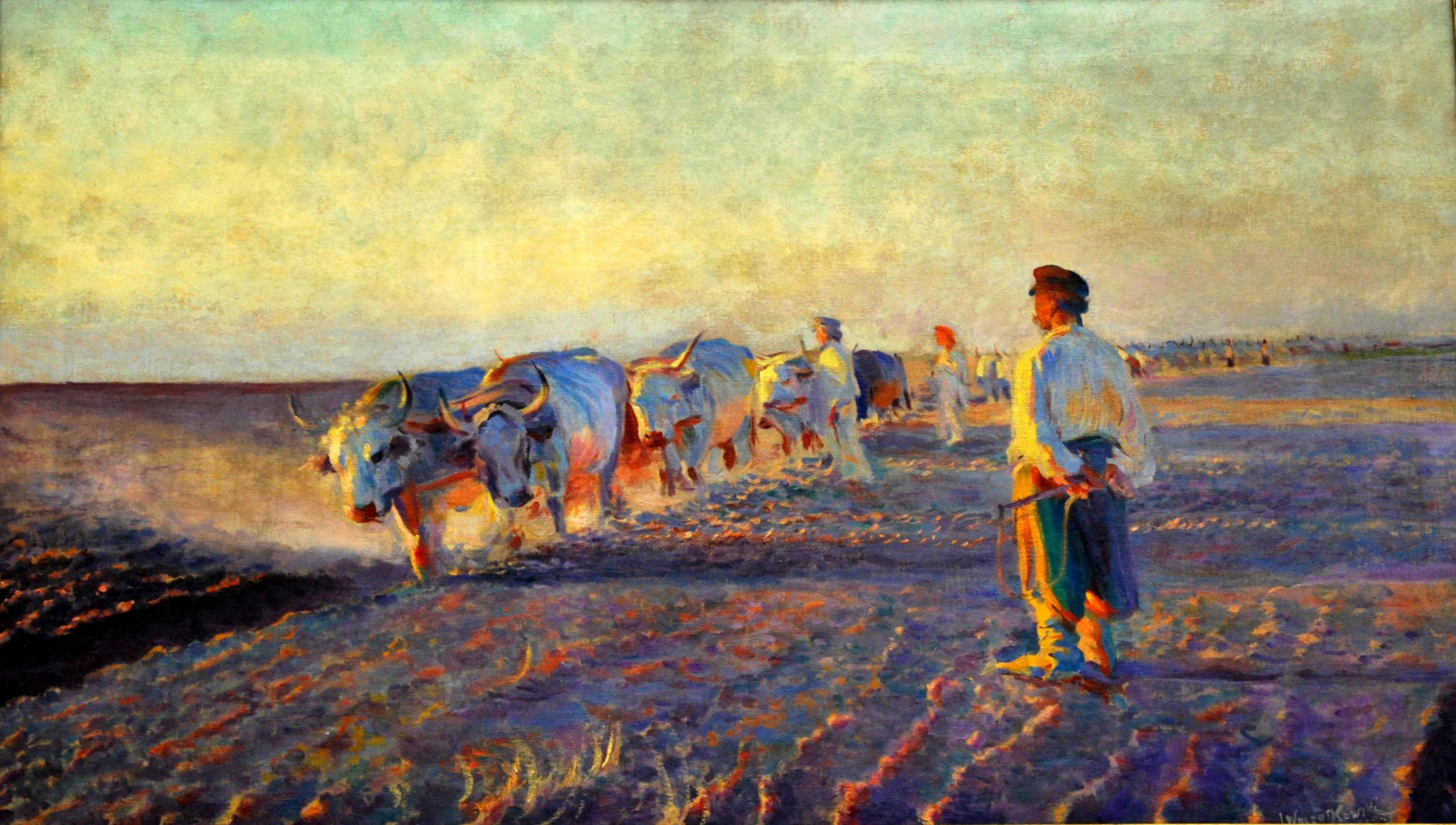
Aragem na Ucrânia, 1892, Museu Nacional de Cracóvia
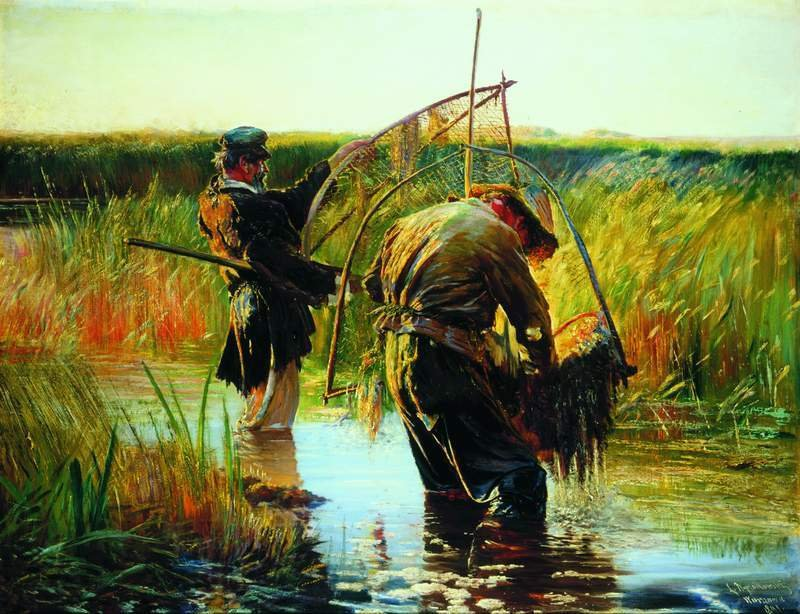
Pescadores passando a vau, 1891, Museu Nacional de Varsóvia
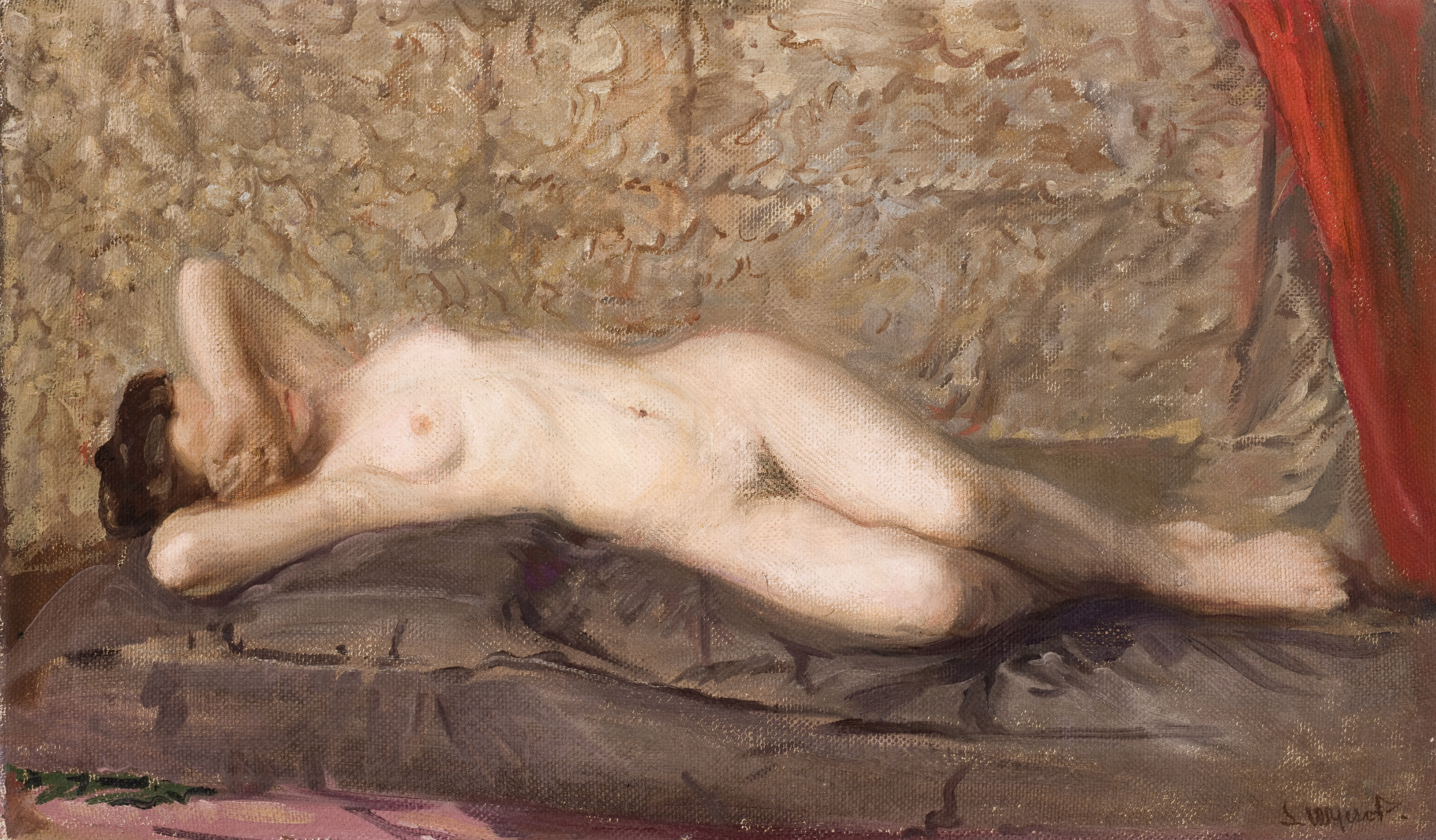
Nu, 1908, Museu Nacional de Cracóvia

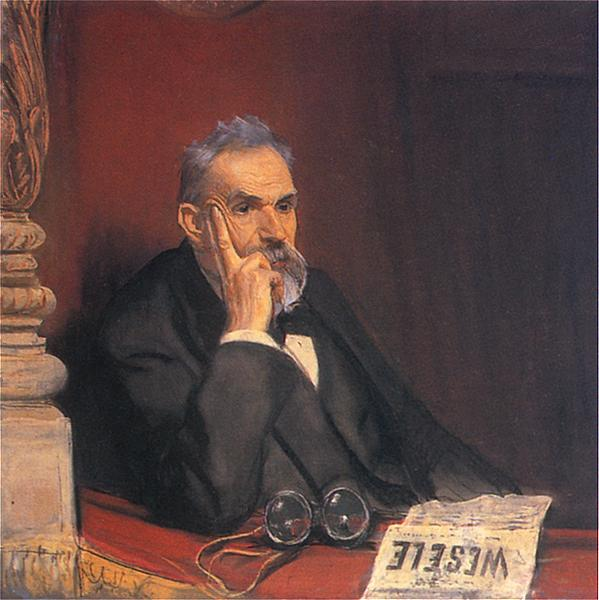
Retrato de Karol Estreicher, 1905
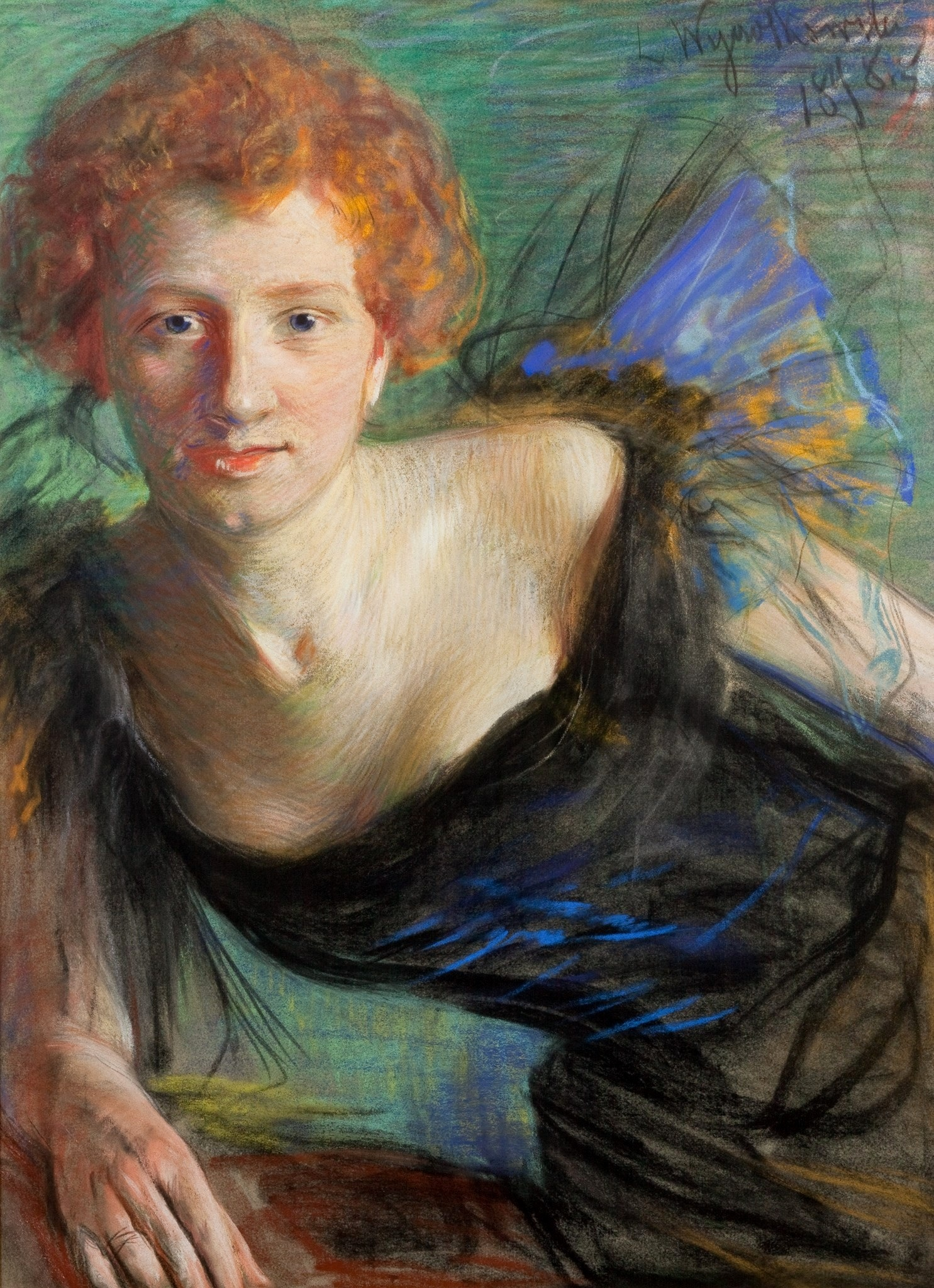
Irena Solska, 1899
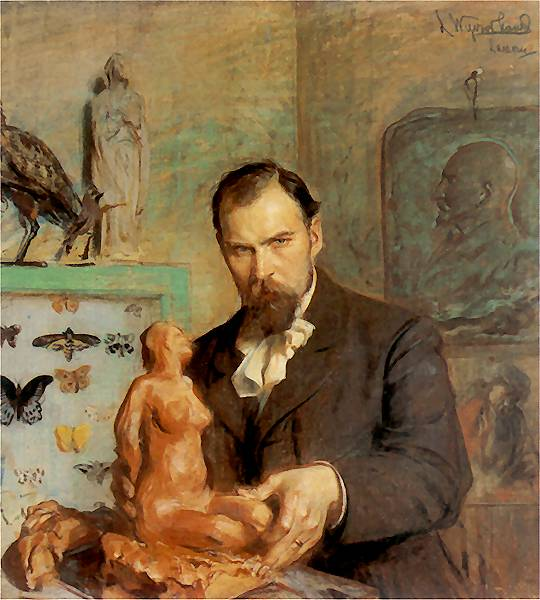
Retrato de Konstanty Laszczka, 1901-1902

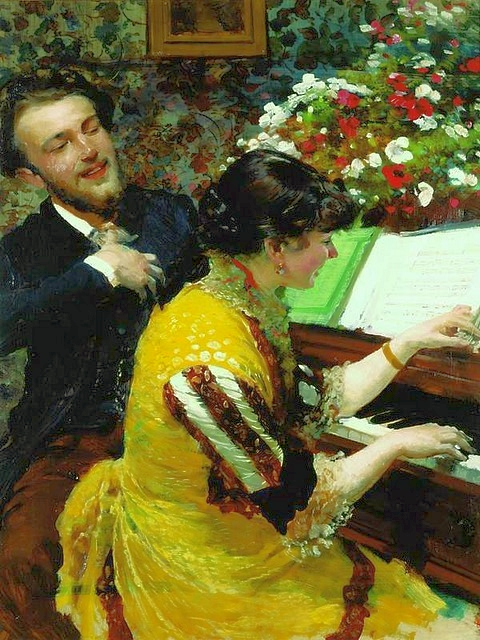
Vislumbrei uma vez, 1884
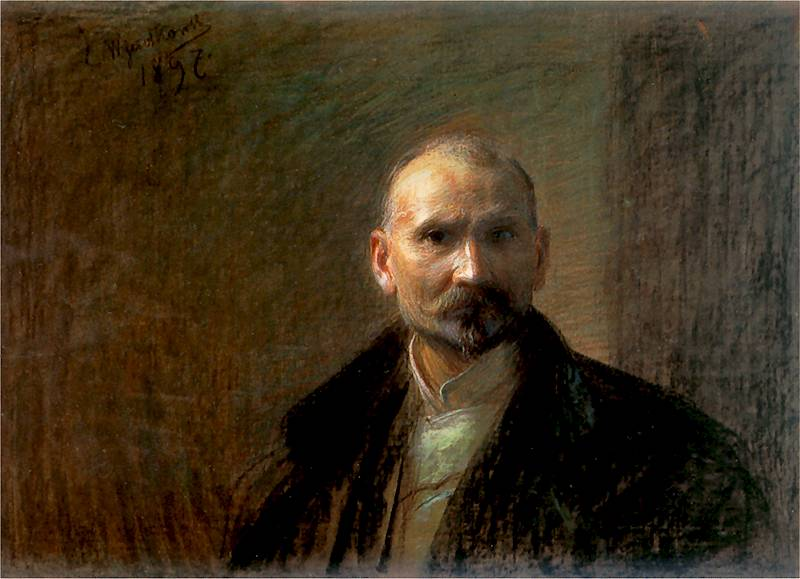
Autorretrato no ateliê, 1897
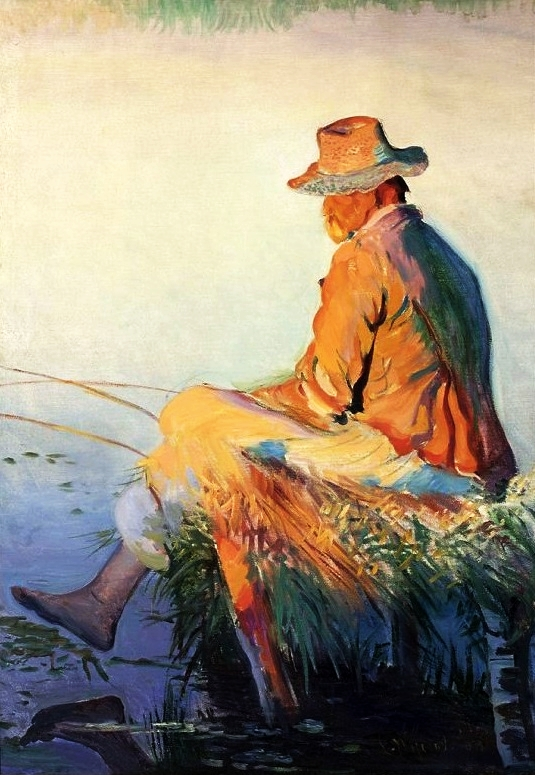
Pescador, 1911